# Northamptonshire
Northamptonshire (/nɔːrˈθæmptənʃɪər,_ʔʃər/; abreavido para Northants.) é um condado cerimonial em Midlands Orientais, na Inglaterra. Faz fronteira com Leicestershire, Rutland e Lincolnshire ao norte, Cambridgeshire ao leste, Bedfordshire, Buckinghamshire, Oxfordshire ao sul e Warwickshire ao oeste. Northampton é o maior assentamento e a cidade do condado.